# Весняні гості (мультфільм, 1949)
«Весняні гості» — грузинський радянський мультфільм 1949 року кінорежисера Володимира Муджирі. Продюсер мультфільму — кінорежисер Михайло Чіаурелі.

## Сюжет
Мультфільм розповідає про перетворення природи і її збереження.